# Sola al món
Sola al món (en francès: Seule au monde) és un dels primers quadres del pintor academicista francès William-Adolphe Bouguereau; es desconeix la data exacta de la seva creació, però se sap que va ser realitzada abans de 1867, ja que aquell any va ser adquirida pel comerciant d'art Theo van Gogh, germà menor de Vincent van Gogh. La seva ubicació actual és desconeguda.

## Descripció de l'obra
El quadre se situa a París al segle xix i mostra a una jove dona amb els cabells curts que sosté un violí en un pont sobre el riu Sena; la jove mira cap a l'esquerra amb aire malenconiós. Al fons es pot veure la Catedral de Notre Dame i el Pont Royal; el pont sobre el qual hi ha la dona és molt probable que sigui l'antic Pont Solférino.